# Lissodendoryx ivanovi
Lissodendoryx ivanovi är en svampdjursart som beskrevs av Koltun 1958. Lissodendoryx ivanovi ingår i släktet Lissodendoryx och familjen Coelosphaeridae. Inga underarter finns listade i Catalogue of Life.